# Ulrich III. (Kärnten)

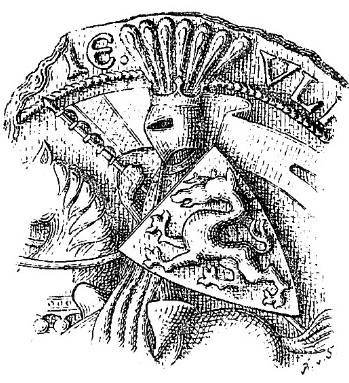
Ausschnitt des Reitersiegels Herzog Ulrichs III. von Spanheim

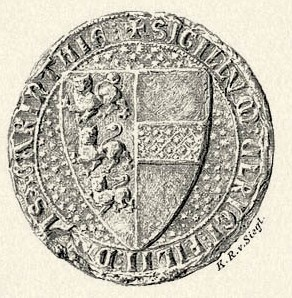
Späteres Siegel mit Wappenänderung

Ulrich III. von Spanheim (* um 1220; † 27. Oktober 1269 in Cividale del Friuli) aus dem Adelsgeschlecht der Spanheimer (Sponheimer) war ab 1248/51 Herr der Mark Krain und ab 1256 Herzog von Kärnten.

## Leben und Wirken
Ulrich III. war der älteste Sohn von Bernhard von Spanheim und der Judith von Böhmen, der Tochter des böhmischen Königs Ottokar I. Přemysl. Durch seine Ehe mit Agnes von Andechs-Meran († 1263), der Witwe von Herzog Friedrich II. von Österreich, erwarb Ulrich III. 1248 Ansprüche auf die Mark Krain. Er regierte ab 1251 in Kärnten und folgte 1256 seinem Vater als Herzog von Kärnten.
1260 vollendete Ulrich die schon von seinem Vater begonnene Stiftung der Kartause Freudenthal (Bistra nahe Oberlaibach/Vrhnika) in Krain. Weiters gründete er das Augustinerchorherrenstift Völkermarkt.
Trotz Auseinandersetzungen um das Erbe des Vaters mit seinem Bruder Philipp, seit 1247 erwählter Erzbischof von Salzburg, schloss Ulrich mit diesem einen gegenseitigen Schutz- und Erbvertrag ab. Nachdem Philipp durch König Ottokar II. Přemysl im Jahr 1256/57 abgesetzt worden war, nötigte er im Jahr 1267 Ulrich zur Güterteilung und zur Einsetzung als Erben von Kärnten und Krain.
Ulrich III., der ohne leibliche Nachfolger war, weil sein Sohn aus erster Ehe jung gestorben und seine zweite Ehe mit Agnes von Baden-Österreich (Tochter der Gertrud von Babenberg) kinderlos blieb, vermachte in einem geheim gehaltenen, am 4. Dezember 1268 in Podiebrad unterzeichneten Erbvertrag jedoch seinem Vetter Ottokar II. Přemysl seine gesamten Besitzungen.
Nach seinem Tod konnte sich Ottokar II. Přemysl im Kampf um Kärnten gegen Ulrichs Bruder Philipp durchsetzen. Mit Ulrich III. endete die Herrschaft der Spanheimer in Kärnten.